# Південний театр Гераси
Південний театр Гераси — монументальна споруда елліністичного міста Гераса, що передувало сучасному місту Джераш (лежить за три з половиною десятки кілометрів на північ від столиці Йорданії Аммана). Складова частина грандіозного комплексу руїн Гераси.

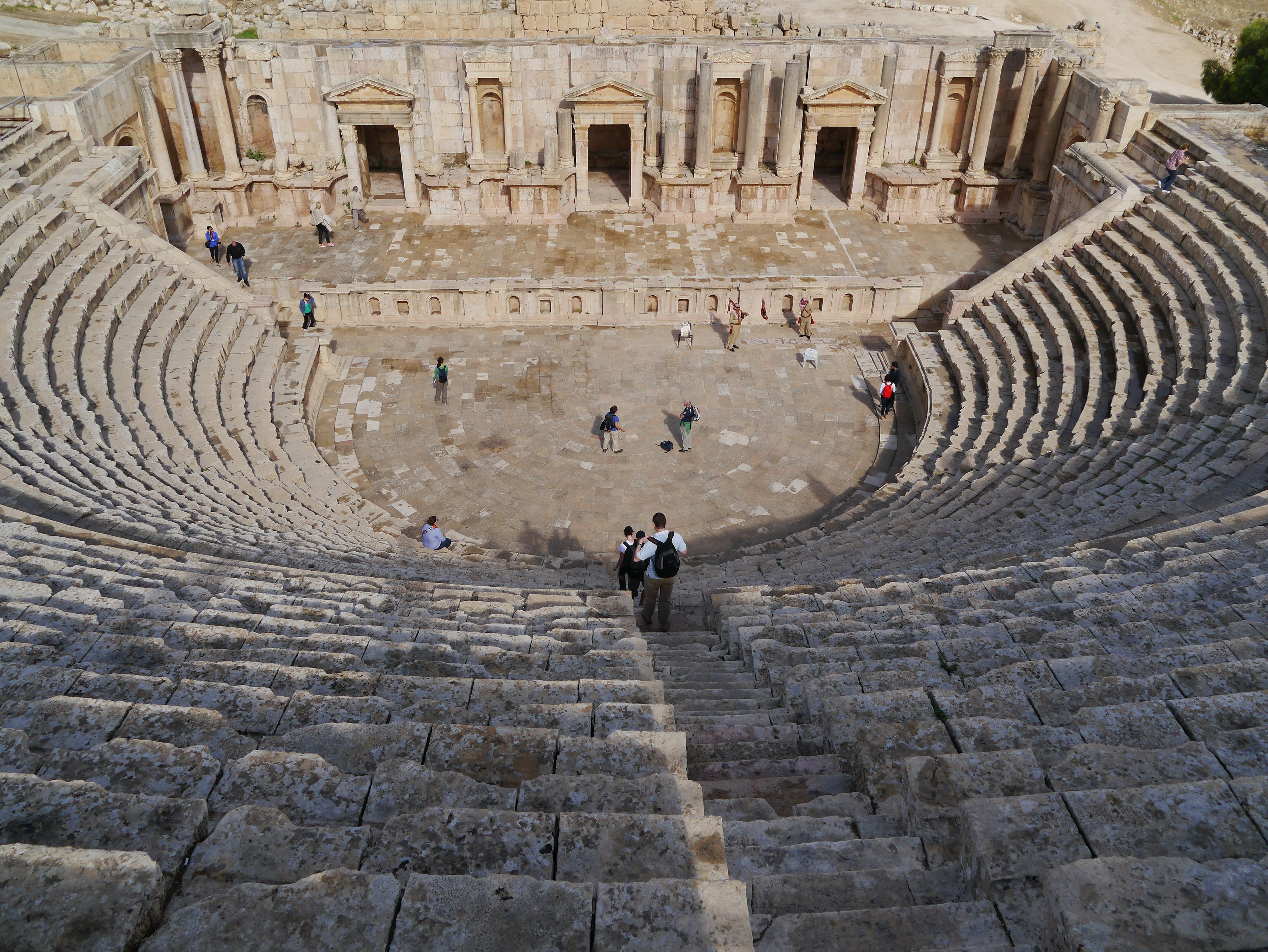
Внутрішній вигляд театру

Театр розміщується за сотню метрів на захід від Овальної площі, на північному схилі того ж пагорбу, де зведено Храм Зевса. Його театрон (глядацький зал) частково створили з використанням природного рельєфу (тобто сперши конструкцію на схил), проте верхній ярус сидінь розташований на штучній опорній конструкції.

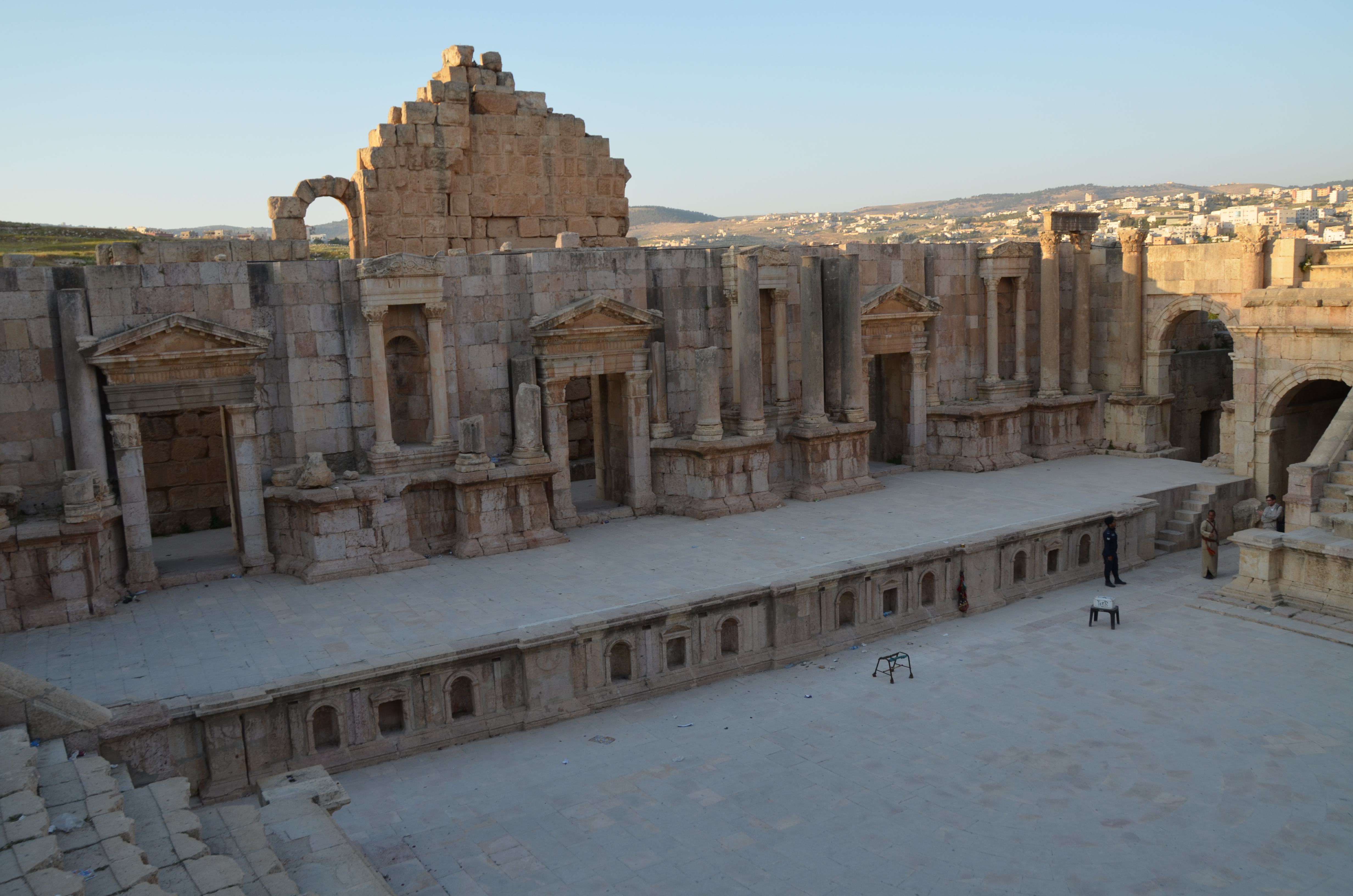
Відновлений нижній ярус сцени

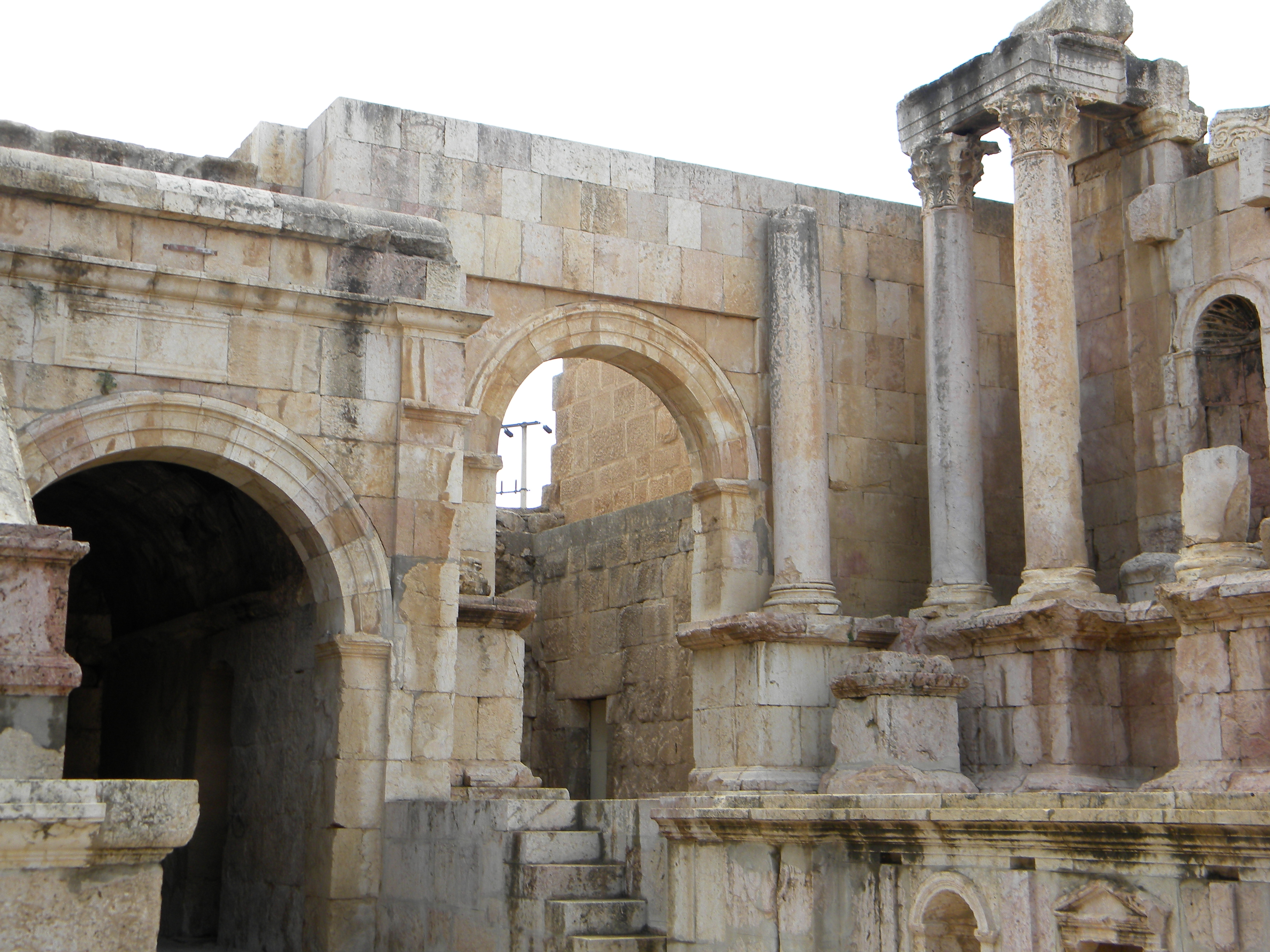
Західне завершення сцени

Конструкція театрону включає два яруси, розділені прокладеним напівколом широким проходом — діазомою. Нижній нараховує чотирнадцять рядів сидінь, розділених сходами на чотири сектори. Верхній ярус складається із щонайменше п'ятнадцяти рядів та восьми секторів. Доступ до нього глядачів був також можливий через чотири аркові проходи (воміторії) в опорній конструкції. Загалом театр міг вмістити 3 тисячі глядачів.

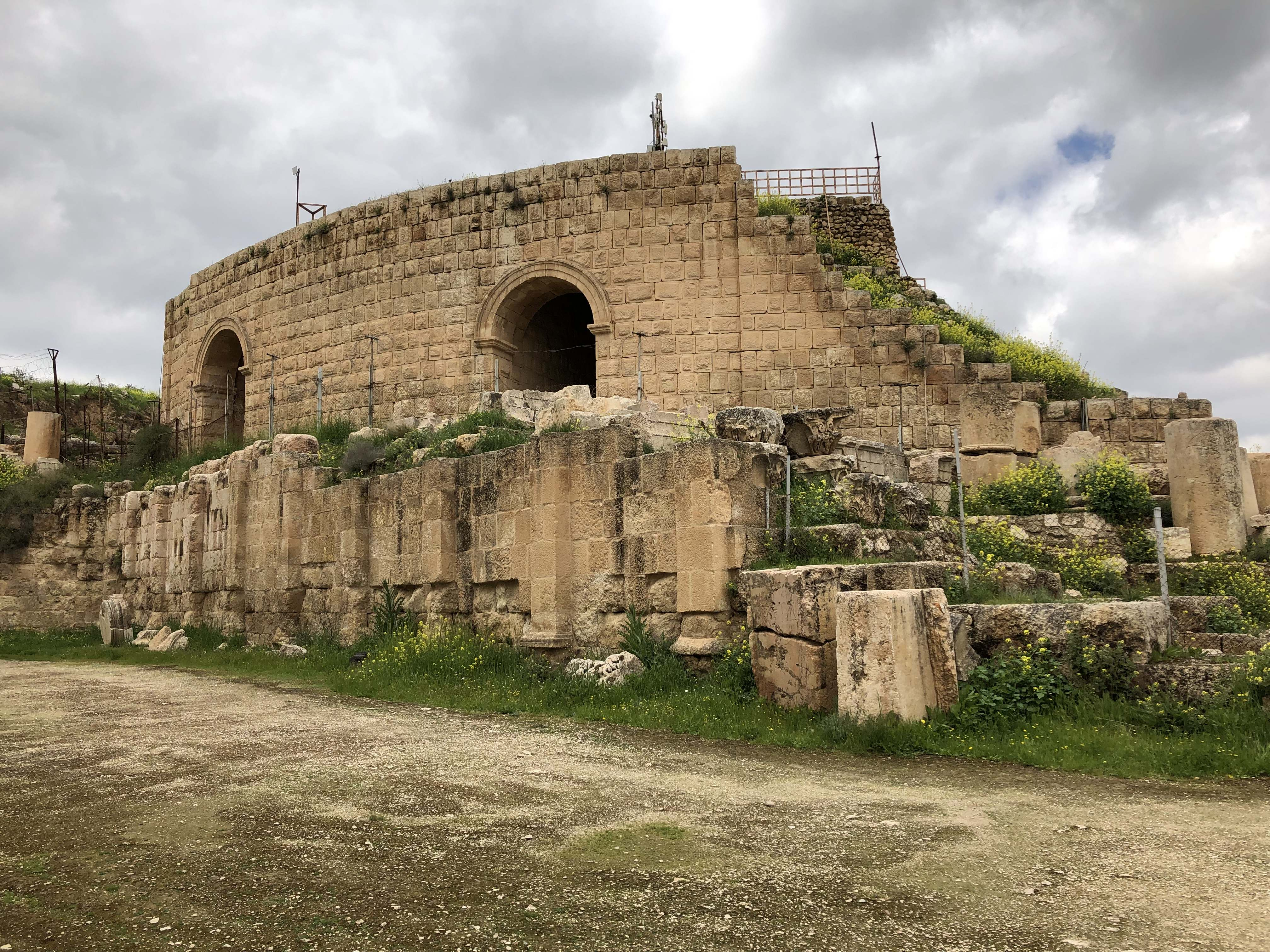
Опорна конструкція верхнього ярусу. Видно два аркові проходи (воміторії)

Сцена театру мала два яруси, нижній з яких відновили археологи. Припускають, що зниклий верхній ярус у цілому повторював композицію реконструйованої частини сцени. Також вважається, що оригінальна сцена мала дерев'яну підлогу.
Театр звели у 90—92 роках нашої ери (в правління імператора Доміціана), а окремі роботи провадились на початку наступного століття. Можливо відзначити, що з середини II століття н. е. у Герасі були вже два театри — ще один створили на основі колишнього одеону в північно-західній частині міста. Вважається, що це було викликано все тим же суперництвом між двома головними групами населення міста (семітською та елліністичною), котре спонукало до розвитку храмових комплексів Артеміди та Зевса.